# San Miguel (Kalifornija)
San Miguel je naseljeno područje za statističke svrhe u američkoj saveznoj državi Kalifornija. Prema popisu stanovništva iz 2010. u njemu je živjelo 3.392 stanovnika.